# アンフレディア
アンフレディア（ENFLADIA）は日本の女性アイドルグループ。2021年3月8日にステージデビューした。総合プロデューサーはMr.K、音楽プロデューサーは岡野ハジメ。株式会社DreamWorks所属。レーベルはGAEA-Records。ファンの名称はフレンディ。

## 沿革
グループの前身はCHERIE GIRLS PROJECT（シェリーガールズプロジェクト）であり、2021年3月7日CHERIE GIRLS PROJECT最後の日に元々のレギュラーメンバー、音羽リイナ、逢坂茉白、綾坂星恋杏に加え、新人の森崎美瑠羽、七橋依乃里が加入。最後の日をCHERIE GIRLS PROJECTとして5人でライブを行い、翌日新グループの「アンフレディア」で行われたワンマンライブからグループがスタートする。
当初は正規メンバーの音羽リイナ、逢坂茉白、綾坂星恋杏に加え、研修生として森崎美瑠羽、七橋依乃里の5人体制。
6月に研修生2人が正規メンバーに昇格し全員正規メンバーとなる。東京以外でも仙台、秋田でワンマンライブを行っている。
アンフレディアで10ヶ月連続ワンマンライブを行う等、結成1年足らずでありながら13回のワンマンライブを行っている。
9月にはミニアルバム「Step by Step」を発売。12月にはクリスタルワンマンライブと称して渋谷DIVEでワンマンライブを成功させた。
2022年1月30日に「史上最大の重大発表」と称し新宿アルタにあるKeyStudioのビジョンとアルタビジョン同時に映像で重大発表を行った。
内容はアンフレディアとして結成僅か10ヶ月ながら、本年8月にメジャーデビューが決定されたことやメジャーデビュー曲の作詞は元プリンセスプリンセスのドラマーであり、プリンセスプリンセスのMや世界で一番暑い夏で大ヒット曲を作詞をした富田京子が担当する等の情報が公開された。
サウンドプロデューサーは引き続き、岡野ハジメ。
また新規メンバーを加え増員する為にメジャーデビュー追加メンバーオーディションを開催（ミクチャ×アンフレディア）
公式アンバサダーにはダイノジが就任した。
2023年1月30日、2月26日の公演をもって解散することを発表した。

## コンセプト
あなたにとって最も（First）可愛く（Cherie）愛しい人になり、光り輝くダイヤモンド（Diamond）のようなアイドル（Lady）になる（EN）

## メンバー

### 解散時メンバー
| 名前       | よみ           | 誕生日   | 血液型 | 備考                                       |
| ---------- | -------------- | -------- | ------ | ------------------------------------------ |
| 音羽リイナ | おとはねりいな | 11月18日 | A型    | 解散後オレンジの片割れ、-ヒカリアレ-に加入 |
| 森崎美瑠羽 | もりさきみるは | 05月31日 | AB型   |                                            |
| 桜田恋糸   | さくらだこいと |          |        | 解散後オレンジの片割れに加入               |
| 斗真理文香 | とまりあやか   |          |        | 2022年7月31日デビュー                      |

### 元メンバー
| 名前       | よみ           | 誕生日   | 血液型 | 活動期間             |
| ---------- | -------------- | -------- | ------ | -------------------- |
| 逢坂茉白   | おおさかましろ | 04月03日 | B型    | 初期 - 2022年6月12日 |
| 綾坂星恋杏 | あやさかせれあ | 06月17日 | O型    | 初期 - 2023年1月15日 |
| 七橋依乃里 | ななはしいのり | 04月04日 | O型    | 初期 - 2023年1月15日 |

## 公演概要

### 単独公演

#### 2021年
- 2021.03.08 渋谷Malcolm　「未来ステップ 3ステップ」
- 2021.04.12 渋谷Malcolm　「未来ステップ 4ステップ」
- 2021.04.25 仙台FLYING SON 「仙台春祭りワンマンライブ」
- 2021.05.10 渋谷Malcolm　「未来ステップ 5ステップ」
- 2021.06.14 渋谷Malcolm　「未来ステップ 6ステップ」
- 2021.06.26 秋田CLUB GEL 「秋田ワンマンライブvol.1」
- 2021.06.27 秋田CLUB GEL 「秋田ワンマンライブvol.2」
- 2021.07.12 渋谷Malcolm　「未来ステップ 7ステップ」
- 2021.08.09 渋谷Malcolm　「未来ステップ 8ステップ」
- 2021.09.13 渋谷Malcolm　「未来ステップ 9ステップ」
- 2021.10.11 渋谷Malcolm　「未来ステップ 10ステップ」
- 2021.11.08 渋谷Malcolm　「未来ステップ 11ステップ」
- 2021.12.13 渋谷Malcolm　「未来ステップ 12ステップ」
- 2021.12.30 渋谷DIVE　「クリスタルワンマンライブ」

#### 2022年
- 2022.03.21 MAGNET by SHIBUYA109　（予定）

## ディスコグラフィ

### アルバム
| 発売日        | タイトル          | 収録曲 | 規格品番 | 備考 |
| ------------- | ----------------- | --- | -------- | ---- |
| 2021年9月15日 | Step by Step      | \| 1 \| 未来ステップ \| \| 2 \| 青春カゴメ \| \| 3 \| カワイイカースト \| \| 4 \| チャミチャミ \| \| 5 \| Singlove Purelove \| | GAE-0007 |      |
| 1             | 未来ステップ      | |          |      |
| 2             | 青春カゴメ        | |          |      |
| 3             | カワイイカースト  | |          |      |
| 4             | チャミチャミ      | |          |      |
| 5             | Singlove Purelove | |          |      |

### 配信
| 青春カゴメ |

| Singlove Purelove |

| Mirai Step |

## メディア

### ラジオ
アンフレディア
『ミッドナイトサンデー アンフレちゃん、どーこだっ！』 FMうらやす | 83.0MHz（2021年8月1日〜）毎月第1＆第3＆第5 24：30〜25：00

### CM
逢坂茉白
- ドン・キホーテ ”麹の洗顔パウダー”店内全国放送CM（2021年）
- PEAK&PINE ”PEAK &PINEマスク公式アンバサダー”渋谷FUJIYAビジョンCM（2021年）

### モデル
音羽リイナ
- 雑誌Cream 制服モデル（2021年8月号）
- AOLUAM Webモデル（2021年） サーティーワンアイスクリーム渋谷店　街頭ビジョンCM

綾坂星恋杏
- SPINS 広告モデル（2021年） J・AD渋谷ハチ公改札サイネージCM
- LATTESHAM 公式アンバサダー・Webモデル（2021年）

七橋依乃里
- Symgirl Webモデル（2021年）

森崎美瑠羽
- 塗るニット PR広告モデル・公式アンバサダー（2022年）東京都内私鉄吊革CM